# 希罗内利亚
希罗内利亚，是西班牙加泰罗尼亚巴塞罗那省的一个市镇。总面积7平方公里，总人口4858人（2001年），人口密度694人/平方公里。